# Dendrobates azureus
La rana flecha azul (Dendrobates azureus) es una variante morfológica de la especie Dendrobates tinctorius, una especie de rana de la familia Dendrobatidae. Vive en el sur de Surinam, en la sabana de Sipaliwini y también se puede ver a lo largo de las fronteras del país vecino, Brasil, a altitudes de entre los 300 y los 400 metros sobre el nivel del mar. Es la segunda especie de anuro más tóxica del planeta.

## Descripción física

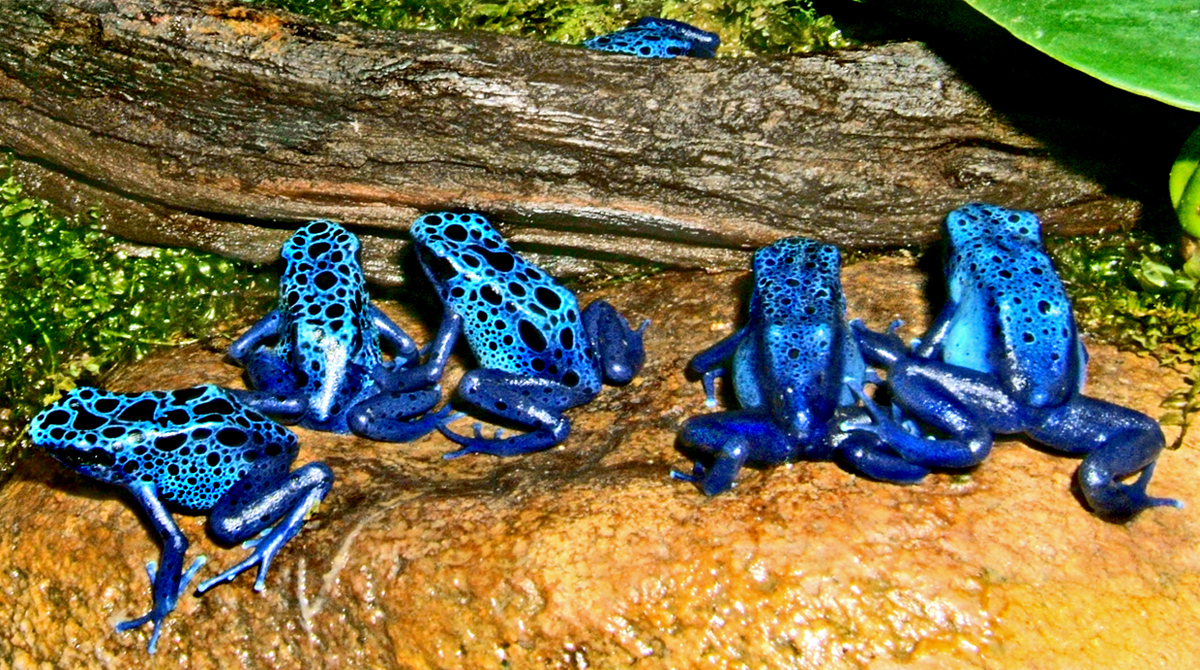
D. tinctorius "azureus" ranas en cautiverio.

Las Dendrobates azureus pueden presentar una tonalidad de colores que varía de azul ligero a azulado-púrpura oscuro con manchas negras de distintos tamaños, que dan a cada individuo un dibujo diferente. La talla oscila entre 40-50 mm de longitud, por lo que es considerada como una de las Dendrobates más grandes.[cita requerida]

### Dimorfismo sexual

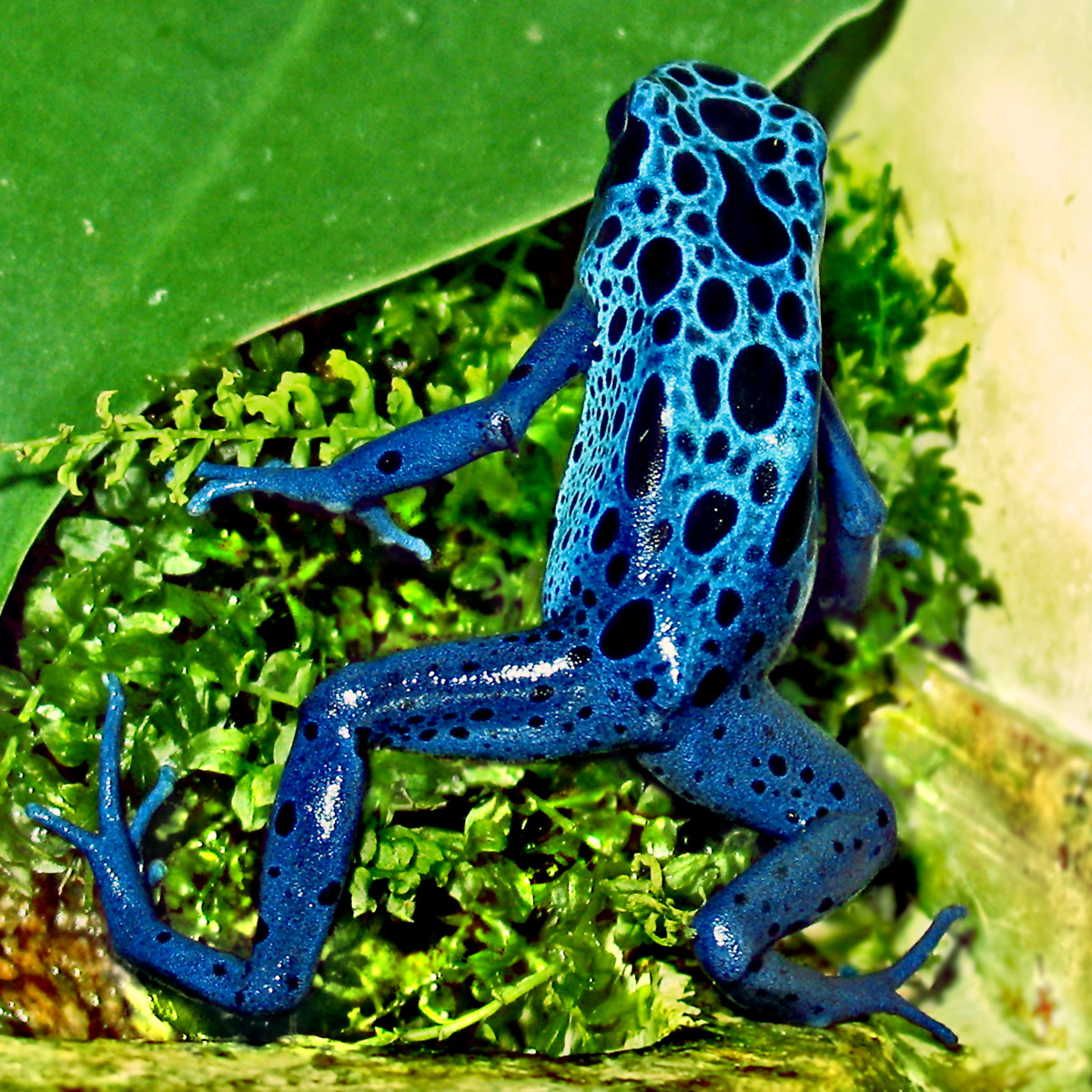
D. tinctorius "azureus"

Los machos son algo más pequeños y delgados, presentan unos discos digitales más desarrollados y cantan cuando son adultos, a diferencia de las hembras.

## Taxonomía
Se ha especulado que hibridan en la naturaleza con Dendrobates tinctorius (Schneider, 1799) que se puede también encontrar en el mismo rango geográfico, e incluso que pueden ser una subespecie de las anteriores.

## Comportamiento
Dendrobates azureus es terrestre, pero se mantiene cerca de fuentes de agua; pasan la mayor parte de su tiempo despiertas durante el día y saltan dando brincos cortos. Son muy territoriales y agresivas, tanto hacia su propia especie como hacia otras. Con el fin de evitar a los intrusos, utilizan una serie de llamadas, persecuciones y luchas, normalmente entre el mismo sexo. 
Aunque estas ranas son conocidas por su piel tóxica, los nativos solo utilizan las especies del género Phyllobates para impregnar con veneno las puntas de flechas o dardos.

## Reproducción
Alcanzan la madurez sexual cuando tienen entre 14 y 18 meses. La reproducción no es en absoluto tímida y no es difícil observarlas durante el cortejo. El macho produce un leve sonido parecido al zumbido de las alas de una abeja.
Generalmente canta desde el escondite y le corresponde la hembra que se le acerca y lo acaricia en la espalda con las patas delanteras. Este comportamiento se acentúa en gran medida cuando la hembra está lista para poner los huevos: entonces, persigue insistentemente al macho hasta que encuentran un lugar oscuro y húmedo apropiado para la puesta. La puesta consta normalmente de 4-5 huevos envueltos en una masa gelatinosa, pero pueden llegar a hasta 13-14, que ponen una, dos y hasta tres veces al mes durante la época de reproducción.[cita requerida]
En cautividad se debe supervisar a diario la puesta de huevos. Por lo que si un día se detectan huevos en el terrario, estos se deben dejar un mínimo de 24 horas antes de cogerlos y trasladarlos a un recipiente para su posterior cría, cuidado y mantenimiento a mano.

## Alimentación
Se alimentan habitualmente de insectos, como hormigas, moscas y orugas. La rana flecha azul es principalmente insectívora, pero ocasionalmente se alimenta también de otros artrópodos, aunque los invertebrados que caza son de reducido tamaño y, en cautividad, se alimenta de Drosophila hydei principalmente, colémbolos y microgrillos.
Para sintetizar el veneno D. azureus deben comer hormigas u otros insectos que produzcan ácido fórmico. Por eso, las ranas criadas en cautividad por lo general no son tóxicas pero si en relaciones.